# 布托維切西克
50°18′45″N 33°50′12″E / 50.31250°N 33.83667°E
布托維切西克（烏克蘭語：Бутовичеське），是烏克蘭中部的村莊，隸屬波爾塔瓦州的米爾霍羅德區。該村距離克魯格利克和基亞什基夫西克0.5公里，始建於1680年，面積0.33平方公里，海拔高度153米，2001年人口为56人。